# 2 Rotbuchen (Hugo- und Astabuche)
2 Rotbuchen (Hugo- und Astabuche) ist der Name eines Naturdenkmals im Deister beim Ortsteil Steinkrug der Gemeinde Wennigsen (Deister) in Niedersachsen.
Die beiden Rotbuchen Hugobuche und Astabuche waren gemeinsam eines der ersten Naturdenkmale in der Region Hannover.
Bereits das 1907 erschienene Forstbotanische Merkbuch. Nachweis der beachtenswerthen und zu schützenden urwüchsigen Sträucher, Bäume und Bestände im Königreich Preussen erwähnt die beiden Bäume im Bestand der Oberförsterei Steinkrug des Freiherrlich Kniggeschen Fideikommis als „Starke Rotbuchen“, genannt „Hugo- und Asta-Buche“ in einem urwüchsigen Mischwald von Rotbuche, Eiche und Fichte. Die beiden Bäume mit einem Stammumfang von 3,80 m bei einer Höhe von etwa 20 m und einem Stammumfang von 3,40 m sollten schon 1907 wegen ihres Alters und ihrer Größe wegen geschont werden.
Die Astabuche steht etwa 12 m südöstlich der Hugobuche.
Die Herkunft der beiden Namen ist ungeklärt.
Das Alter der Bäume wurde im Jahr 2017 mit etwa 200 Jahren angegeben.
Beide Buchen waren im Jahr 2010 bereits vollkommen abgestorben.
An den Bäumen führte früher ein Weg von der Glashütte Steinkrug in Richtung Völksen vorbei.
Der Standort des Naturdenkmals auf einer wenige Meter hohen Anhöhe liegt in einem Buchenmischwald etwa 60 m östlich der Bundesstraße 217, bis 1937 war diese ein Abschnitt der Reichsstraße 1.
Hugo- und Astabuche sind bereits in der ersten Verordnung über die Sicherung von Naturdenkmalen aus dem Jahr 1934 enthalten. Die Bezeichnung „H1“ legt nahe, dass sie das erste verordnete Naturdenkmal im Landkreis Hannover waren.
Die für die Aufgaben der unteren Naturschutzbehörde im Gebiet der Gemeinde Wennigsen zuständige Region Hannover übernahm bei der Neuregelung des Verzeichnisses im Jahr 2010 die beiden Bäume mit dem Kennzeichen „ND-H 1“.
Als Schutzzweck des Naturdenkmals nannte die Behörde

„Zwei sehr starke Buchen inmitten eines Waldes - die ehemals stärksten und schönsten Bäume im alten Kreisgebiet“